# Astéisme
On nomme astéisme (nom masculin : un astéisme) le procédé consistant à louer par un discours donnant l'apparence du blâme, du reproche. Cet artifice permet de complimenter avec une distance de bon ton — sans servilité — voire d'instaurer une sorte de complicité tacite avec la personne à laquelle on s'adresse.
Étymologiquement, l'astéisme désigne l'urbanité (du grec astu : « la ville »). Signifiant la politesse raffinée, apanage des élites urbaines sous l'Antiquité qui s'oppose au langage vulgaire et prosaïque des campagnes, l'astéisme, terme tombé depuis en désuétude[réf. nécessaire], définit un « éloge déguisé », sorte d'ironie mondaine. En effet, pour Le Clerc, il consiste à déguiser la louange sous le voile d'un blâme :

« Quoi ! encore un nouveau chef-d'œuvre ! N'était-ce pas assez de ceux que vous avez déjà publiés ? Vous voulez donc désespérer tout à fait vos rivaux ? »

— Vincent Voiture
Figure d'ironie qui consiste à travestir la louange ou la flatterie sous l'apparence du blâme ou du reproche, l'astéisme est souvent considéré comme un faux dénigrement, au contraire du diasyrme qui, lui, consiste en un faux éloge (cf. Wiktionnaire : diasyrme). Comme toute figure d'ironie, la compréhension de la figure de l'astéisme ne peut se faire qu'en accédant au contexte ; de même elle suppose une certaine connivence entre le locuteur et son interlocuteur (elle est par exemple très employée dans les plaisanteries) comme dans cet exemple :

« Je te présente l'élève le plus indiscipliné et le plus dévergondé de la classe »

alors que cet élève en question est au contraire exemplaire. La célèbre « tirade du nez » de Cyrano de Bergerac d'Edmond Rostand en fournit un exemple devenu cliché. Très proche du chleuasme (fausse dépréciation de soi-même), cet exemple signale un astéisme poussé à l'excès voire hyperbolique. Pour Pierre Fontanier, l'astéisme est « un badinage délicat et ingénieux par lequel on loue ou l'on flatte avec l'apparence même du reproche ». Molière a su railler les Précieux dans sa pièce Les Précieuses ridicules en pointant leurs recours abondants à l'astéisme obséquieux. Le dramaturge fait dire à son personnage, Mascarille, toute l’ambiguïté et souvent toute l'hypocrisie qui existe derrière l'astéisme :

« Ahi ! ahi ! ahi ! doucement. Dieu me damne ! Mesdames, c'est fort mal en user ; j'ai à me plaindre de votre procédé ; cela n'est pas honnête. »

De même, la locution populaire « à charge de revanche » est un exemple caractéristique d'astéisme. Proche de l'antiphrase ironique qui emploie des expressions aimables et galantes et non agressives, l'astéisme diffère néanmoins dans ses intentions stylistiques.
Ce procédé existait déjà en rhétorique et en dialectique[réf. nécessaire].